# Luis Ricci
Luis Ricci (nacido Luigi Ricci, Italia, 1890 - Rafaela, Santa Fe; 1957) fue un músico, pianista y docente argentino.

## Carrera
Nacido en la región italiana de las Marcas, donde ya a los siete años era organista en su pueblo natal, se radica en Rosario en 1907, desarrollando en esta ciudad argentina su trayectoria como pianista. Al llegar a Rafaela, provincia de Santa Fe, en 1921, actúa como pianista en el Cine Colón en las funciones de cine mudo.
Como director, actuará al frente de la Orquesta Sinfónica que tuviera Rafaela
Fue docente de piano, teoría y solfeo en la ciudad de Rafaela, de un conservatorio musical que llevaba su nombre, desde 1924 hasta su muerte acaecida en 1957. Formó profesionalmente en el género musical a Feliciano Brunelli, Remo Pignoni, músico y pedagogo, la mediasoprano Zulema Guaglione, y la soprano Helena Arizmendi que actuaba en la ópera durante la década de 1940.
Fue miembro de la Asociación Argentina de Autores y Compositores de música. En 1924, el profesor Luis Ricci funda el Liceo Musical de Rafaela
Su hija Elda Delfina Ricci de Vieri, egresada del Instituto Superior de Música de la Universidad Nacional del Litoral, prosigue al frente de este Liceo la labor iniciada por su padre. Su bisnieta Lilia Salsano siguió su pasión por el piano.